# Galicyjskie Towarzystwo Cyklistów i Motorzystów

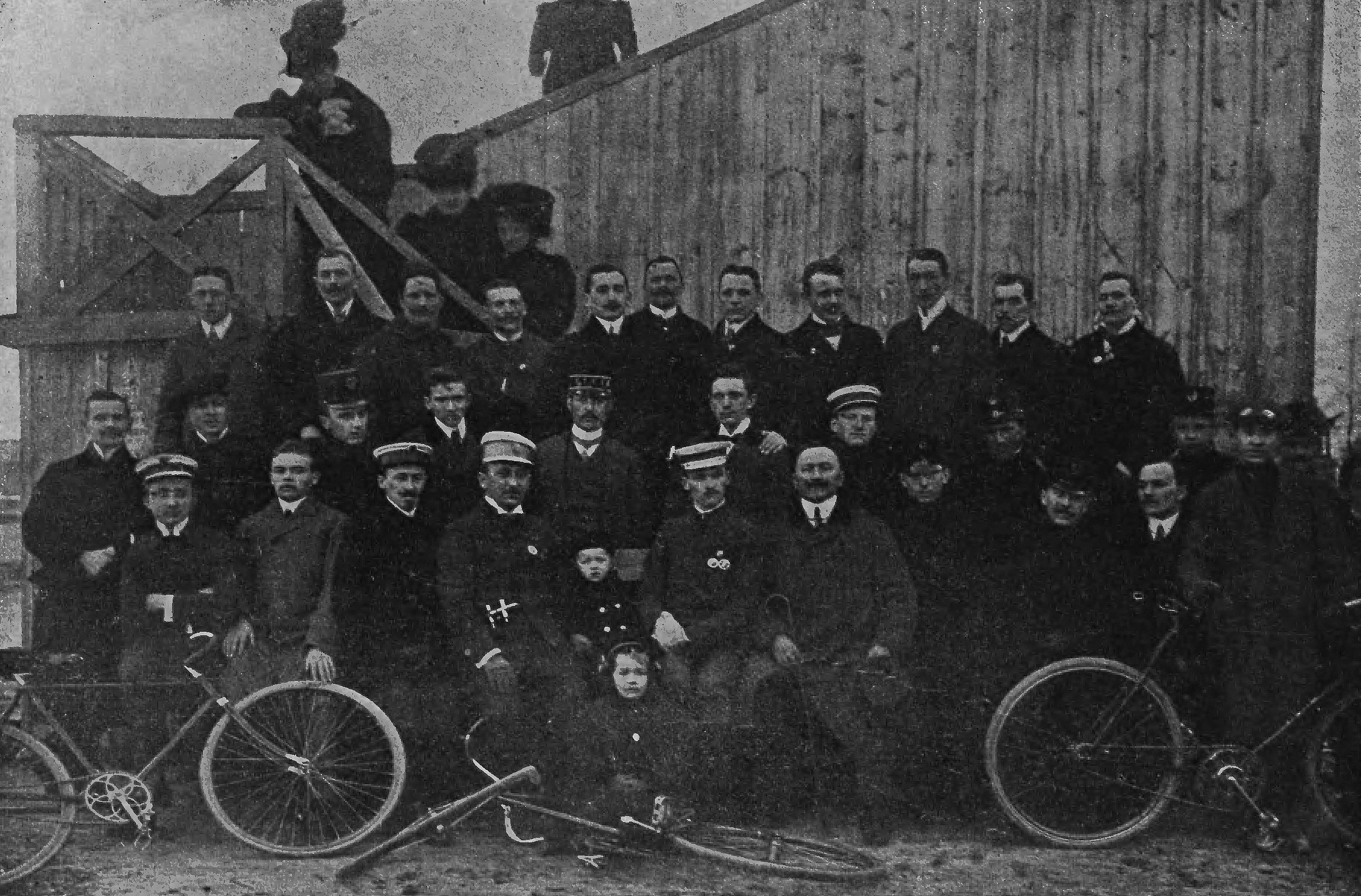
Członkowie Galicyjskiego Towarzystwa Cyklistów i Motorzystów (1910)

Galicyjskie Towarzystwo Cyklistów i Motorzystów – stowarzyszenie działające w Galicji z siedzibą we Lwowie.
Galicyjskie Towarzystwo Cyklistów i Motorzystów powstało we Lwowie z dwóch wcześniej istniejących klubów. Według stanu z kwietnia 1910 zrzeszało 200 członków, a ponadto posiadało konsulów w innych miastach Galicji i Królestwie Polskim.
Wiosną 1910 wybrano nowy zarząd GTCiM. Prezesem został wybrany Henryk Mikolasch. Współdziałali z nim wtedy kapitanowie Porczyński i Florek. 10 kwietnia 1910 otwarto tor wyścigowy Towarzystwa, założony za Rogatką Stryjską. Nowo wybrany zarząd podjął zamiar rozpropagowania wycieczek celem poznawania okolic oraz wyraził plan organizowania wyścigów torowych i drogowych.